# Elnur Məmmədli
Elnur Məmmədli, también escrito como Elnur Mammadli (Bakú, 29 de junio de 1988), es un deportista azerbaiyano que compitió en judo.
Participó en los Juegos Olímpicos de Pekín 2008, obteniendo una medalla de oro en la categoría de –73 kg. Ganó una medalla de plata en el Campeonato Mundial de Judo de 2007 y dos medallas de oro en el Campeonato Europeo de Judo, en los años 2006 y 2011.

## Palmarés internacional
| Juegos Olímpicos   | Juegos Olímpicos        | Juegos Olímpicos | Juegos Olímpicos |
| Año                | Lugar                   | Medalla          | Categoría        |
| ------------------ | ----------------------- | ---------------- | ---------------- |
| 2008               | Pekín (China)           | Medalla de oro   | –73 kg           |
| Campeonato Mundial |                         |                  |                  |
| Año                | Lugar                   | Medalla          | Categoría        |
| 2007               | Río de Janeiro (Brasil) | Medalla de plata | –73 kg           |
| Campeonato Europeo |                         |                  |                  |
| Año                | Lugar                   | Medalla          | Categoría        |
| 2006               | Tampere (Finlandia)     | Medalla de oro   | –73 kg           |
| 2011               | Estambul (Turquía)      | Medalla de oro   | –81 kg           |